# Ruth Davidson
Ruth Davidson, baronne Davidson de Lundin Links (en), née le 10 novembre 1978 à Édimbourg, est une personnalité politique britannique.
Elle est élue au Parlement écossais de mai 2011 à mai 2021 et dirige le Parti conservateur écossais de 2011 à 2019. En 2021, elle est membre de la Chambre des lords.

## Biographie

### Jeunesse et formation
Ruth Davidson naît le 10 novembre 1978 à Edimbourg. Elle obtient un master en littérature anglaise à l'université d'Édimbourg.
Elle mène une carrière de journaliste et intervient sur l'antenne de BBC Scotland.
En 2009, elle quitte la BBC et étudie à l'université de Glasgow.

### Carrière politique

#### Parlement écossais
Davidson commence sa carrière politique en 2009. Elle intègre le parti conservateur et se présente dans la circonscription de Glasgow North East lors d'une élection partielle, encouragée par la directrice des médias Ramsay Jones. Elle arrive 3e avec 5,2% des voix.
De 2010 à mars 2011, elle travaille comme chef de cabinet du chef conservateur Annabel Goldie sur l'organisation événementielle et médiatique de la campagne électorale de 2010. Puis, elle se représente à Glasgow Nord East où elle termine à la 4e place avec 5,3% des voix.
Davidson est élue au Parlement écossais lors des élections parlementaires écossaises de 2011 dans la région électorale de Glasgow, à la suite de l'éviction de Malcolm Macaskill. Après l'élection, elle est nommée porte-parole des conservateurs pour la culture, l'Europe et les relations extérieures.
Pour les élections parlementaires écossaises de 2016, elle décide de se présenter dans la circonscription de Edinburgh Central, où elle gagne avec 10 399 voix.

#### Parti conservateur-unioniste écossais
Les élections parlementaires de mai 2011 entraînent la démission d'Annabel Goldie. Les conservateurs écossais décident de se doter d'un président responsable de l'ensemble du parti, et non plus seulement du groupe parlementaire. À l'issue d'un scrutin interne, Ruth Davidson prend la tête du Parti conservateur écossais à partir du 4 novembre 2011. Durant la campagne, elle s'oppose au projet de Murdo Fraser (en) de dissoudre le parti afin de fonder une nouvelle formation.
En 2014 a lieu le référendum sur l'indépendance de l'Écosse. Davidson rejoint le mouvement Better Together (en), qui rassemble travaillistes et conservateurs, et milite pour le maintien de l'Écosse au sein du Royaume-Uni.
En 2016, le parti conservateur devient le deuxième plus grand parti du Parlement écossais devant le parti travailliste. Davidson est alors cheffe de l'opposition. Davidson démissionne de la direction du parti en août 2019, où elle est remplacée par Jackson Carlaw (en). Elle dirige la section locale à Holyrood plusieurs mois, avant de reprendre la tête le 11 août 2020 jusqu'au 5 mai 2021, remplacée par Douglas Ross.
En juillet 2021, elle est nommée paire à vie (en) à la Chambre des lords en tant que baronne Davidson de Lundin Links (en) du comté de Fife.

### Vie privée
Ruth Davidson vit ouvertement son homosexualité.
En avril 2018, elle annonce qu'elle attend son premier enfant. Son fils est né en octobre 2018.